# Edificio Lee, Higginson & Company Bank
El Edificio Lee, Higginson & Company Bank es un edificio histórico ubicado en Nueva York, Nueva York. El Edificio Lee, Higginson & Company Bank se encuentra inscrito en el Registro Nacional de Lugares Históricos desde el 7 de junio de 2006. 

## Ubicación
El Edificio Lee, Higginson & Company Bank se encuentra dentro del condado de Nueva York en las coordenadas 40°42′20″N 74°00′41″O / 40.705556, -74.011389.